# Arnold Reinders
Arnold Reinders (Groningen, 8 juli 1970) is een voormalig Nederlands voetballer die als middenvelder speelde.

## Carrière
Reinders begon te voetballen in de jeugd bij VV Oosterparkers waarna hij de overstap maakte naar de jeugdafdeling van FC Groningen. in 1989 speelde hij bij FC Groningen eerste elftal. Op 11 maart 1990 in de thuiswedstrijd tegen Vitesse maakte reinders zijn debuut voor FC Groningen. Hij kwam in 87e minuut als invaller voor René Eijkelkamp, de wedstrijd ging gewonnen met 3-1. In 1994 ging hij naar VV Noordwijk.
Reinders heeft ook gespeeld bij Nederlands Studentenelftal. Reinders beëindigde zijn voetbalcarrière in 2004.

## Privé
Reinders is de vader van Jesse Reinders, een oud voetballer van FC Groningen.